# 藤目ゆき
藤目 ゆき（ふじめ ゆき、1959年 - ）は、日本の歴史学者、大阪大学大学院人間科学研究科教授。日本近現代史専攻。

## 来歴・人物
大阪府生まれ。京都大学文学部史学科卒、1990年、同大学院文学研究科博士後期課程単位取得退学、1995年、「近現代日本の性と生殖統制と社会運動」で京都大学文学博士号取得。1996年、大阪外国語大学助教授。1997年、博士論文を増補した『性の歴史学』を上梓、山川菊栄賞受賞。2007年4月、准教授、10月大阪大学との合併により人間科学研究科准教授。2011年教授。
『性の歴史学』は、公娼制度が日本独特のものであるかのごとき、村上信彦以来の通念を打ち破るとともに、廃娼運動の偽善性や、ブルジョワ道徳の押し付けを批判したもので、フェミニズムの売春論議に一石を投じた。
近代公娼制度を「軍隊慰安と性病管理を機軸とした国家管理売春の体系」と定義したうえで、近代公娼制度はフランス政府で確立し、その後ヨーロッパやイギリス、日本にも導入されたと指摘している。藤目はフランスを「公娼制度の祖国」と評している。
2004年に南田みどり、今岡良子、大越愛子、ミリアム・シルバーバーグらと共にアジア現代女性史研究会を発足させ、明石書店からアジア現代女性史シリーズを出版。2005年以降、『アジア現代女性史』を毎年刊行している。

## 単書
- 『性の歴史学 ー 公娼制度・堕胎罪体制から売春防止法・優生保護法体制へ』不二出版, 1997
- 『女性史からみた岩国米軍基地 広島湾の軍事化と性暴力』ひろしま女性学研究所, 2010
- 『「慰安婦」問題の本質ー公娼制度と日本人「慰安婦」の不可視化』白澤社, 2015

### 編集・監修
- 『国連軍の犯罪 民衆・女性から見た朝鮮戦争』（編集復刻版）不二出版, 2000
- アジア・ウォッチ,女性の権利プロジェクト,ヒューマン・ライツ・ウォッチ編著『現代の奴隷制 タイの売春宿へ人身売買されるビルマの女性たち』（監修） 古沢加奈訳 明石書店, 2006
- 『中国における買売春根絶政策 一九五〇年代の福州市の実施過程を中心に』（監修）林紅 明石書店, 2007
- 『タナッカーの会編女たちのビルマ 軍事政権下を生きる女たちの声』（監修） 富田あかり訳 明石書店, 2007
- スニー・チャイヤロット『フェミニストが語るタイ現代史 一〇・一四事件と私の闘い』（監修）増田真訳  明石書店 2007
- 金貴玉『朝鮮半島の分断と離散家族』（監修）永谷ゆき子訳 明石書店, 2008
- 周芬伶編著『憤れる白い鳩二〇世紀台湾を生きて 六人の女性のオーラルヒストリー』（監修）明石書店, 2008
- ジョン・ローサ, アユ・ラティ, ヒルマル・ファリド編『インドネシア九・三〇事件と民衆の記憶』（監修）亀山恵理子訳 明石書店, 2009
- レ・ティ・ニャム・トゥエット『ベトナム女性史 フランス植民地時代からベトナム戦争まで』（監修）片山恭子訳 明石書店, 2010

### 翻訳
- マリア・ロサ・L.ヘンソン（英語版）『ある日本軍「慰安婦」の回想 フィリピンの現代史を生きて』岩波書店, 1995